# Artur Felfner
Artur Felfner (ur. 17 października 2003 w Konotopie) – ukraiński lekkoatleta specjalizujący się w rzucie oszczepem.
Zdobył brązowy medal podczas EYOF-u w 2019 roku w Baku. W sezonie 2021 został mistrzem Europy juniorów oraz wicemistrzem świata w tej kategorii wiekowej. Rok później został mistrzem świata juniorów. Dwukrotny mistrz Europy do lat 23 (2023, 2025).
Medalista mistrzostw Ukrainy, reprezentant kraju na drużynowych mistrzostwach Europy, w pucharze Europy w rzutach oraz w meczach międzypaństwowych.
Rekord życiowy: 84,32 (9 czerwca 2022, Šamorín).

## Osiągnięcia
| Rok  | Impreza                                  | Miejsce   | Pozycja           | Wynik         |
| ---- | ---------------------------------------- | --------- | ----------------- | ------------- |
| 2019 | Olimpijski festiwal młodzieży Europy     | Baku      | 3. miejsce        | 73,14 (700 g) |
| 2021 | Mistrzostwa Europy juniorów              | Tallinn   | 1. miejsce        | 78,41         |
| 2021 | Mistrzostwa świata juniorów              | Nairobi   | 2. miejsce        | 76,32         |
| 2022 | Mistrzostwa świata juniorów              | Cali      | 1. miejsce        | 79,36         |
| 2022 | Mistrzostwa Europy                       | Monachium | el. – 15. miejsce | 76,06         |
| 2023 | Puchar Europy w rzutach                  | Leiria    | 1. miejsce (U-23) | 80,09         |
| 2023 | Młodzieżowe mistrzostwa Europy           | Espoo     | 1. miejsce        | 83,04         |
| 2023 | II dywizja drużynowych mistrzostw Europy | Chorzów   | 2. miejsce        | 82,24         |
| 2023 | Mistrzostwa świata                       | Budapeszt | el. – 32. miejsce | 73,81         |
| 2024 | Puchar Europy w rzutach                  | Leiria    | 1. miejsce        | 81,89         |
| 2024 | Mistrzostwa Europy                       | Rzym      | 8. miejsce        | 81,38         |
| 2024 | Igrzyska olimpijskie                     | Paryż     | el. – 15. miejsce | 81,84         |
| 2025 | I dywizja drużynowych mistrzostw Europy  | Madryt    | 2. miejsce        | 80,54         |
| 2025 | Młodzieżowe mistrzostwa Europy           | Bergen    | 1. miejsce        | 81,14         |